# Viterbo
Viterbo és un municipi italià, situat a la regió del Laci i a la província de Viterbo. L'any 2006 tenia 60.459 habitants.